# Мігель Анхель Берчельт Сервера
Міґель Анхель Берчельт Сервера (англ. Miguel Ángel Berchelt Cervera; нар. 17 листопада 1991, Канкун, Кінтана-Роо, Мексика) — мексиканський боксер-професіонал, який виступає у другій напівлегкій ваговій категорії. Чемпіон світу за версією WBC (2017 — 2021) і "тимчасовий" чемпіон світу за версією WBO (2016) в другій напівлегкій вазі.

## Аматорська кар'єра
Під час своєї аматорської кар'єри Мігель був триразовим національним чемпіоном Мексики з боксу.

## Професіональна кар'єра
Професіональну кар'єру боксера Мігель Берчельт розпочав 17 листопада 2010 року перемогою технічним нокаутом в 2-му раунді над своїм співвітчизником Арміном Чана.
У 2011 році Мігель Берчельт був визнаний боксером року за версією Всесвітньої боксерської ради.
12 березня 2016 року мав відбутися бій між чемпіоном WBO в другій напівлегкій вазі пуерторіканцем Романом Мартінесом і обов'язковим претендентом Мігелем Берчельтом, але Мартінес відмовився від бою, пославшись на травму, і Берчельт 12 березня в бою проти британця Джорджа Джаппа завоював титул "тимчасового" чемпіона WBO.

### Бій з Франсіско Варгасом I
28 січня 2017 року відбувся бій Мігеля Берчельта з небитим мексиканським боксером Франсіско Варгасом (23-0-2, 17 KO). Берчельт достроково переміг нокаутом в 11-му раунді, і завоював титул чемпіона світу за версією WBC у другій напівлегкій вазі.
15 липня 2017 року Берчельт переміг за очками екс-чемпіона світу за версією WBC Такасі Міуру (31-4-2, 24 КО) з Японії. Міура побував у нокдауні у 1 раунді.
10 лютого 2018 року, залікувавши травму, отриману у бою із Міурою, Мігель Берчельт провів добровільний захист із Максвеллом Авуку (44-4-1, 30 КО) з Гани. Бій закінчився перемогою Берчельта технічним нокаутом у 3 раунді , коли рефері був змушений зупинити побиття Авуку, який перед цим двічі побував у нокдауні.
23 червня 2018 року Берчельт очікувано достроково переміг екс-чемпіона світу за версією WBA у напівлегкій вазі (до 57.2 кг) аргентинця Джонатана Віктора Барроса (41-6-1, 22 КО). Баррос побував у нокдауні у 2-му та двічі у 3-му раундах, після чого тренер аргентинця наприкінці 3 раунду викинув рушник.

### Бій з Мігелем Романом
3 листопада 2018 року у довгоочікуванному яскравому протистоянні з обов'язковим претендентом своїм співвітчизником Мігелем Романом (60-13, 47 КО) Мігель Берчельт отримав дострокову перемогу технічним нокаутом. Роман побував двічі у нокдауні в 6 раунді, пішов у ва-банк у 8-му, але Берчельт перехопив ініціативу, знов відправив Романа у нокдаун у 9 раунді,  і після великої серії влучань з боку Берчельта рефері зупинив бій.  ТКО9.

### Бій з Франсіско Варгасом II
11 травня 2019 року відбувся бій-реванш між Мігелем Берчельтом і Франсіско Варгасом (25-2-2, 18 КО). Берчельт відстояв звання чемпіона у жорстокій бійці. Після шостого раунду кут Варгаса вирішив відмовитись від продовження бою. RTD 6.
27 червня 2020 року Берчельт нокаутував у 6 раунді співвітчизника Елеасара Валенсуелу, але через відсутність на поєдинку офіційних представників боксерських організацій бій визнали таким, що не відбувся.

### Бій з Оскаром Вальдесом
20 лютого 2021 року Мігель Берчельт зустрівся в бою зі своїм співвітчизником обов'язковим претендентом непереможним екс-чемпіоном світу в напівлегкій вазі Оскаром Вальдесом. Бій між ними мав відбутися навесні 2020 року, але був перенесений через пандемію коронавірусної хвороби на 12 грудня 2020 року і був перенесений вдруге на 20 лютого 2021 року через хворобу Берчельта.
Бій розпочався з більш точних та швидких атак претендента. Берчельт намагався діяти агресивно, але не встигав за Вальдесом. А у четвертому раунді чемпіон пропустив кілька хуків і опинився в стоячому нокдауні. Від добивання Вальдесом Берчельта врятував гонг. В наступних раундах перевага претендента тільки збільшувалася. В дев'ятому раунді Берчельт знов побував в нокдауні, а за кілька секунд до завершення десятого раунду в своїй атаці він наразився на потужний удар Вальдеса і опинився в нокауті.